# مقاطعة تبليتسه
مقاطعة تبليتسه (بالتشيكية: Okres Teplice)‏ هي مقاطعة (أوكريس) في إقليم أوستي ناد لابم في جمهورية التشيك.
عاصمة هذه المقاطعة هي مدينة تبليتسه.

## اقرأ أيضاً
- مقاطعات جمهورية التشيك